# Oxira conjuncta
Oxira conjuncta là một loài bướm đêm trong họ Noctuidae.